# ОШ „Милан Благојевић” Наталинци
Основна школа „Милан Благојевић“ у Наталинцима основана је 1888. године. Још од оснивања села постојали су покушаји оснивања школе, али су се стварни услови стекли тек тада. Прво име је било Школа за Наталинце и Павловац.
Мештани су првобитну школску зграду порушили 1902. године и тада подигли зграду која постоји и данас.

Школа у Наталинцима није радила четири године, у току Првог светског рата. Догодило се да после тог периода школа у први разред упише 144 ученика — децу од седам до једанаест година.

Школа је имала четири разреда све до школске 1946/47. године. Тада је додат и први разред гимназије, па је Основна школа у Наталинцима постала Непотпуна гимназија у Наталинцима. Под овим именом је радила три године, до школске 1949/50., када је променила име у Државна непотпуна гимназија. Непотпуна мешовита гимназија било је име школе од 1951. до 1954, када је промењено у Нижа гимназија. Ово име је носила годину дана, после чега је трајно постала Осмогодишња основна школа Наталинци.

1955. године школа је понела име народног хероја Милана Благојевића који је рођен у Наталинцима.

1960. године, школа је добила нову зграду, а током осамдесетих година дограђена је и зграда у којој се сместио вртић и кухиња.

Школа је до 1960. била самостална. Те године се придружило истурено одељење у Шумама. Две година касније, школи се придружују и истурена одељења у Јунковцу и Клоки. У даљем разоју, школа није ширила број истурених одељења, тако да и данас она чине целину. До краја осамдесетих година XX века, школа је, у просеку бројала око 400 ученика. Поле тог периода примећује се значајан пад у броју ученика, што је у складу са променом демографске структуре места. 2011. године, осми разред је завршило 28 ученика.